# Kamæleonbusk
Kamæleonbusken (Actinidia kolomikta) er en lian i kiwi-slægten med en ret kraftig vækstform. 

## Beskrivelse
Barken er først rødbrun og fint håret, senere brun med lyse korkporer. Det her beskrevne farveskift ses kun på hanlige planter.
Knopperne sidder spredt og skjult under bladfoden, som bliver siddende ved løvfald. Bladene er ægformede med savtakket rand og lang spids. Ved løvspring er de grønne, senere farves spidserne hvide, og til sidst bliver spidserne røde. Høstfarven er gul. 
Blomsterne sidder samlet 2-3 i hvert bladhjørne. De er hvide og dufter behageligt. Hvis der er planter med hanblomster i nærheden, vil hunplanterne bære stikkelsbærformede, små "kiwi"-frugter. Frøene modner ikke i Danmark. 
Rodnettet er stærkt forgrenet og når langt ud og ned.
 
Højde x bredde og årlig tilvækst: 7 × ? m (35 × ? cm/år). 

## Voksested
Denne lian hører hjemme i monsun-regnskovene i Japan, Korea og Nordøst-Kina, hvor de findes i skovlysninger og skovbryn. I det russiske naturreservat på øerne i det Japanske Hav vokser planten i løvskove, domineret af Amur-Lind, sammen med bl.a. Abies holophylla, Acer mono, Carpinus cordata, Fraxinus rhynchophylla, Japansk Taks, Quercus mongolica, Rhododendron mucronulatum, Viburnum sargentii og Vitis amurensis .

## Anvendelse
Bærrene er spiselige, og kan bruges frisk eller som marmelade. 